# إشاعات المطر (رواية)
إشاعات المطر (بالإنجليزية: Rumours of Rain)‏ هي رواية للكاتب الجنوب أفريقي أندريه برينك، نشرت عام 1978، عن دار نشر دابليو إتش آلن في المملكة المتحدة، وويليام مورو في الولايات المتحدة.